# 伊達美徳
伊達 美徳（だて よしのり、1937年 - ）は、アール・アイ・エーの元取締役。伊達計画文化研究所代表取締役所長。日本都市計画家協会常務理事事務局長。日本の都市計画家。岡山県高梁市出身。

## 経歴

### 生い立ち
1937年（昭和12年）、岡山県高梁市に生まれる。実家は神社の境内にあった。その後、地元の岡山県立高梁高校を1956年（昭和31年）に卒業し、東京工業大学理工学部（建築学課程）へ進学。1961年3月、同大学を卒業した。卒業後、都市計画コンサルタント事務所であるアール・アイ・エーに就職した。

### 都市計画家として
入社後、様々な都市計画を担当した。1963年には、日本住宅公団の名古屋港地区再開発計画を担当し、1980年代には東京都中央区勝どきの再開発を担当した。これらの経験を経て、1985年から1994年まで建設省の東京駅周辺地区総合整備に携わった。この他にも、大規模年金保養基地（グリンピア）のマスタープラン（岐阜、広島、福岡、熊本）や、浦安市における都市計画及び地域整備等に関する一連の調査・計画、横須賀市における都市計画及び地域整備等に関する計画、国土庁のものづくり・まちづくり連携地域活性化に関する計画がある。
また、大学の非常勤講師も務めている。1978～1979年には筑波大学大学院芸術学群非常勤講師、1991～1996年には、母校である東京工業大学工学部建築学科非常勤講師、1995～2006年、国土交通省・ＭＯＮＯまちづくり研究会委員国土交通省・地域振興アドバイザーを務めた。1996～2001年には、慶応義塾大学大学院の政策･メディア研究科非常勤講師となった。

## 経歴
- 1961～1962年　大阪市立売堀地区防火建築帯 設計監理
- 1963～1964年　日本住宅公団・名古屋港地区再開発計画・名古屋既製服縫製団地計画及び設計監理
- 1965～1969年　群馬県太田市太田南一番街防災建築街区造成事業計画・設計
- 1967～1970年　吉祥寺駅北口地区防災建築街区造成事業計画設計
- 1977～1979年　浜松市・浜松駅前高層複合施設 ( 現アクトシティ) 調査
- 1976～1984年　大規模年金保養基地（グリンピア）一連のマスタープラン
- 1984～1985年　東京都中央区勝どき一丁目地区市街地再開発事業基本計画
- 1986～1987年　品川区天王洲地域総合開発構想調査
- 1982～1987年　山梨県塩山市都市計画及びまちづくりに関する一連の調査計画
- 1987～1989年　所沢市都市及び中心市街地再開発に関する一連の調査計画
- 1985～1994年　国土庁、建設省・東京駅周辺地区総合整備 一連の調査計画
- 1989～1991年　神奈川県・ふるさと芸術村基本計画及び事業化計画調査
- 1990～1997年　荒川区・再開発に関する一連の調査及びコンサルティング
- 1993～1995年　国土庁・上野公園周辺地域総合整備計画調査
- 1981～1998年   浦安市都市計画及び地域整備等に関する調査・計画（第1期埋立地、東京ディズニーランド等）
- 1997～1999年　青梅市都市計画マスタープランの策定
- 1999～2002年　伊東市伊東駅周辺地区整備計画策定(伊東市）
- 1981～2006年　横須賀市都市計画及び地域整備等一連の研究・調査・計画
- 1994～2006年　ものまちづくり地域活性化一連の研究・調査・計画
- 1996～2006年　ファッションタウンづくりに関する一連の研究・調査・計画[5]
- 2002～2005年　鯖江市・越前漆器伝統産業新会館 プロジェクトマネージャー
- 2007～2012年　長岡市法末集落中越震災復興支援ボランティア活動

## 主な著書
- 『初めて学ぶ　都市計画』（共著、市谷出版社）『都市再開発』（建築計画･設計シリーズ、市谷出版社、1992年）
- 『街なみ・街づくり』（建築計画･設計シリーズ、市谷出版社、1998年）
- 『新編 山口文象 人と作品』（アールアイエー、2003年）
- 『日本の都市環境デザイン 1 北海道・東北・関東編』（編著・都市環境デザイン会議、建築資料研究社、2003年）
- 『初めて学ぶ都市計画 』（市ヶ谷出版社、2008年）